# Mocănașii
Mocănașii este un joc popular românesc, cu caracter dramatic, inspirat din viața păstorească, răspândit în vechime în anumite zone din Moldova și Dobrogea, astăzi aproape dispărut.